# Anaireta cendrós
L'anaireta cendrós (Anairetes alpinus) és una espècie d'ocell de la família dels tirànids (Tyrannidae) que habita boscos dels Andes al nord i sud-est del Perú i oest de Bolívia.